# Кулачковцы
Кула́чковцы (укр. Кулачківці) — село в Гвоздецкой поселковой общине Коломыйского района Ивано-Франковской области Украины.
Население по переписи 2001 года составляло 1410 человек. Занимает площадь 14 км². Почтовый индекс — 78310. Телефонный код — 03476.